# Red Star OS
Red Star OS (în coreeană 붉은별) este o distribuție Linux nord-coreeană, cu dezvoltarea începută în 1998 la Korea Computer Center (KCC). Înainte de lansarea sa, computerele din Coreea de Nord foloseau în mod obișnuit Red Hat Linux, și mai târziu treceau la versiuni modificate ale Microsoft Windows cu pachete lingvistice nord-coreene instalate.
Versiunea 3.0 a fost lansată în vara lui 2013, dar în anul 2014 versiunea 1.0 continua să fie utilizată pe scară largă. Este disponibil numai în coreeană, localizat cu terminologia și ortografia nord-coreeană, deși este posibil să se schimbe limba în meniul de boot al BIOS sau prin modificarea imaginii discului.

## Specificații
Red Star OS dispune de un browser Mozilla Firefox modificat numit Naenara („Țara noastră” în coreeană), care este folosit pentru a naviga pe portalul web Naenara pe intranetul național al Coreei de Nord cunoscut sub numele de Kwangmyong. Naenara vine cu două motoare de căutare. Alte programe includ un editor de text, o suită de birou, un client de e-mail, playere audio și video, un program de partajare a fișierelor și jocuri video. Versiunea 3, ca și predecesorii săi, utilizează Wine, un strat de compatibilitate care permite rularea programelor Windows sub Linux.
Sistemul de operare utilizează versiuni personalizate ale KDE Software Compilation. Versiunile anterioare aveau desktopuri bazate pe KDE 3. Versiunea 3.0 seamănă foarte mult cu macOS de la Apple, în timp ce versiunile precedente semănau mai mult cu Windows XP; liderul actual al Coreei de Nord, Kim Jong-un, a fost văzut cu un iMac pe biroul său într-o fotografie din 2013, ceea ce indică o posibilă legătură cu redesenarea. Cerințe de sistem:
CPU: Intel Pentium III 800MHz
Memorie RAM: 256 MB
Spațiu Disponibil: 3 GB.

## Atenția mass-media

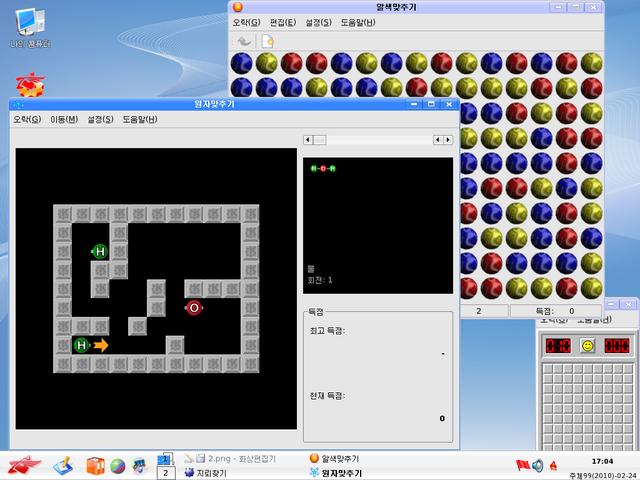
Jocuri încorporate în versiunea 2.0 a sistemului de operare Red Star, inclusiv versiunile Atomix și Minesweeper.

Ziarul japonez afiliat Coreei de Nord Choson Sinbo a intervievat doi programatori Red Star OS în iunie 2006. Blogurile tehnologice în limba engleză, inclusiv Engadget și OSnews, precum și serviciile de cablu din Coreea de Sud, cum ar fi Yonhap, au continuat să reposteze conținutul. La sfârșitul anului 2013, Will Scott, care vizita Universitatea de Știință și Tehnologie din Phenian, a achiziționat o copie a Red Star OS 3.0 de la un retailer KCC din sudul Phenianului și a încărcat capturi de ecran ale sistemului de operare pe internet.
În 2015, doi cercetători germani care au vorbit la Chaos Communication Congress au descris funcționarea internă a sistemului de operare. Sistemul este cunoscut pentru a marca toate fișierele de pe medii portabile atașate la computere pentru a ajuta la urmărirea pieței subterane a unităților flash USB utilizate pentru a face schimb de filme, muzică și scris străine.

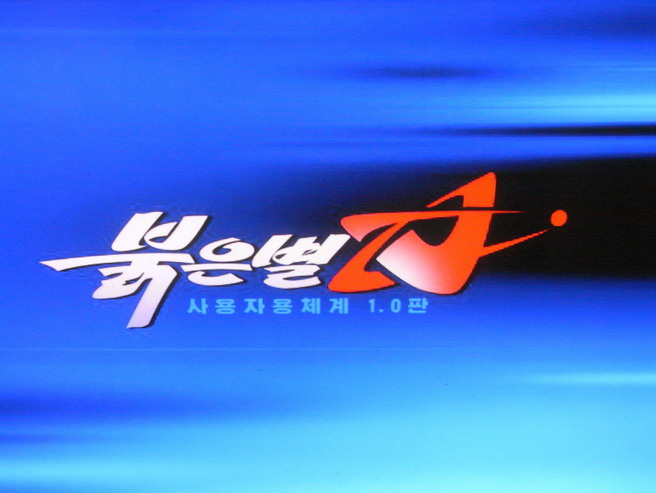
Ecranul de pornire al Red Star 1.0

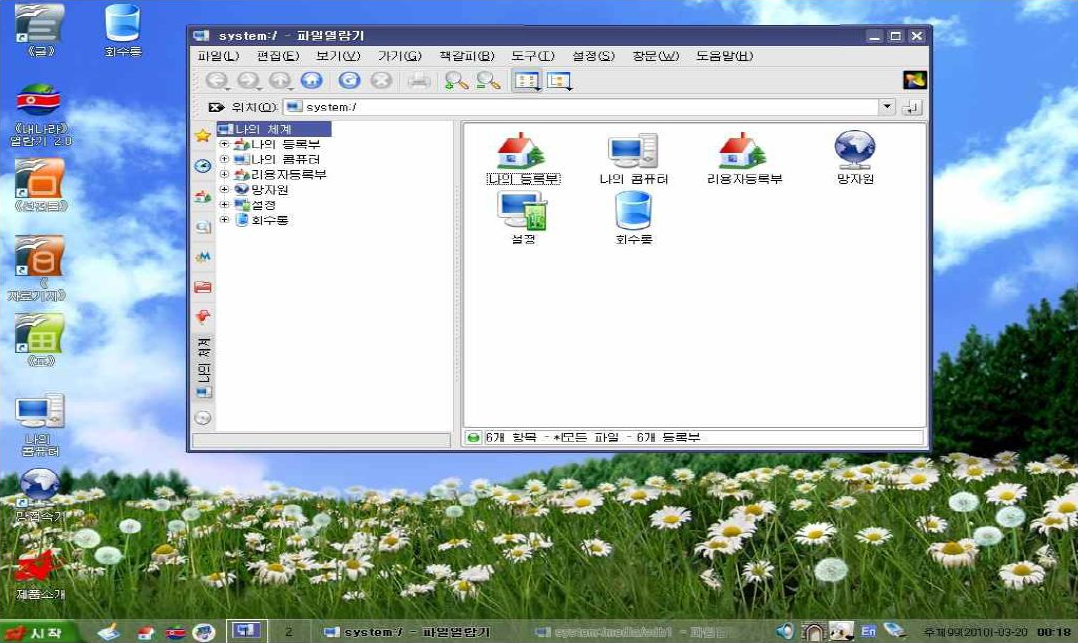
Desktop de Red Star 1.0 și managerul de fișiere implicit

Prima versiune a apărut în 2008. Amintește foarte mult de sistemul de operare Windows XP.
Acesta prezenta browserul web „Naenara”, bazat pe Mozilla Firefox, și o suită Office bazată pe Open Office, numită „Uri 2.0”. Vinul este, de asemenea, inclus.
O copie a fost difuzată online. Capturile de ecran ale sistemului de operare au fost publicate oficial de KCNA și descoperite de site-urile de știri sud-coreene.

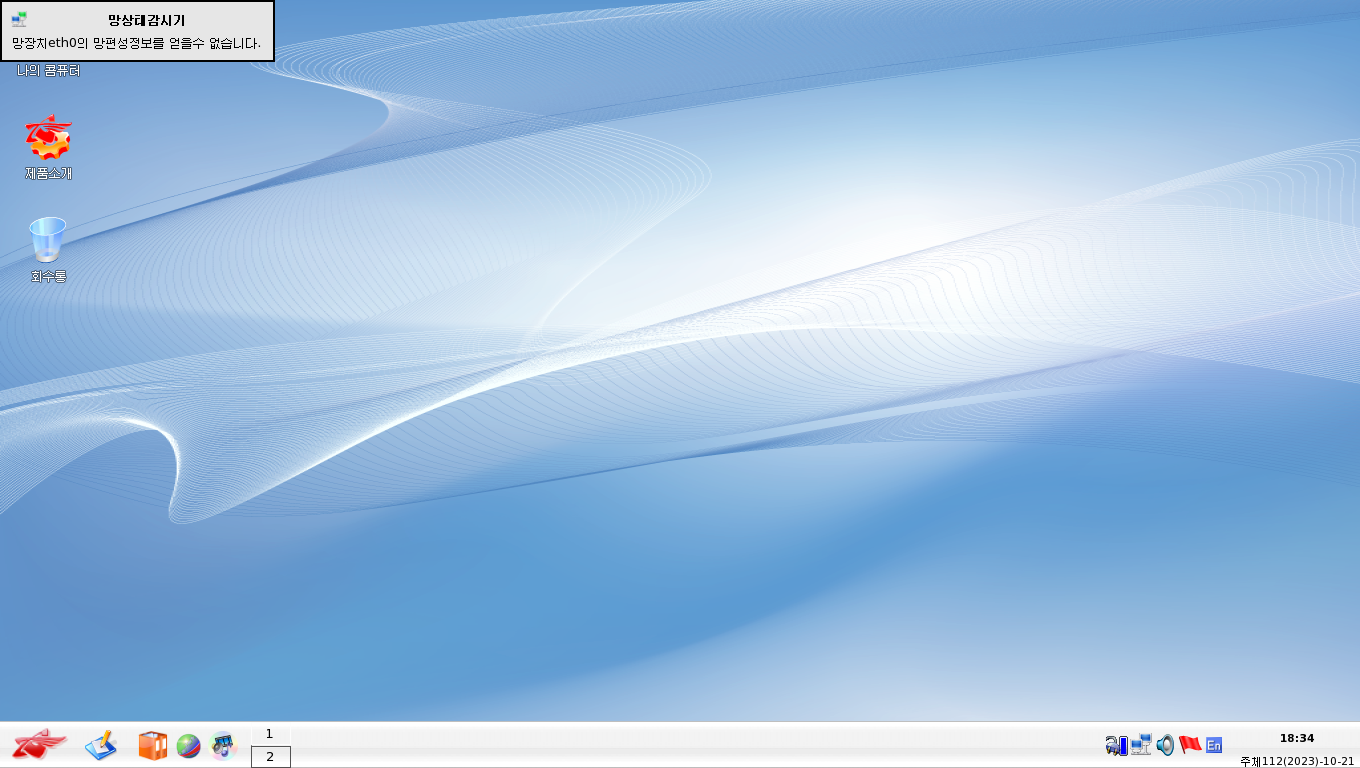
Desktop de Red Star 2.0

Dezvoltarea versiunii 2.0 a început în martie 2008 și a fost finalizată la 3 iunie 2009. Ca și predecesorul său, aspectul său seamănă cu Windows XP și avea un preț de 2000 de woni nord-coreeni (aproximativ 15 USD).
În această versiune este inclus și browserul web „Naenara”. Browserul a fost lansat pe 6 august 2009, ca parte a sistemului de operare, și avea un preț de 4000 woni nord-coreeni (aproximativ 28 USD).
Sistemul de operare folosește un aspect special de tastatură care diferă foarte mult de aspectul standard sud-coreean.

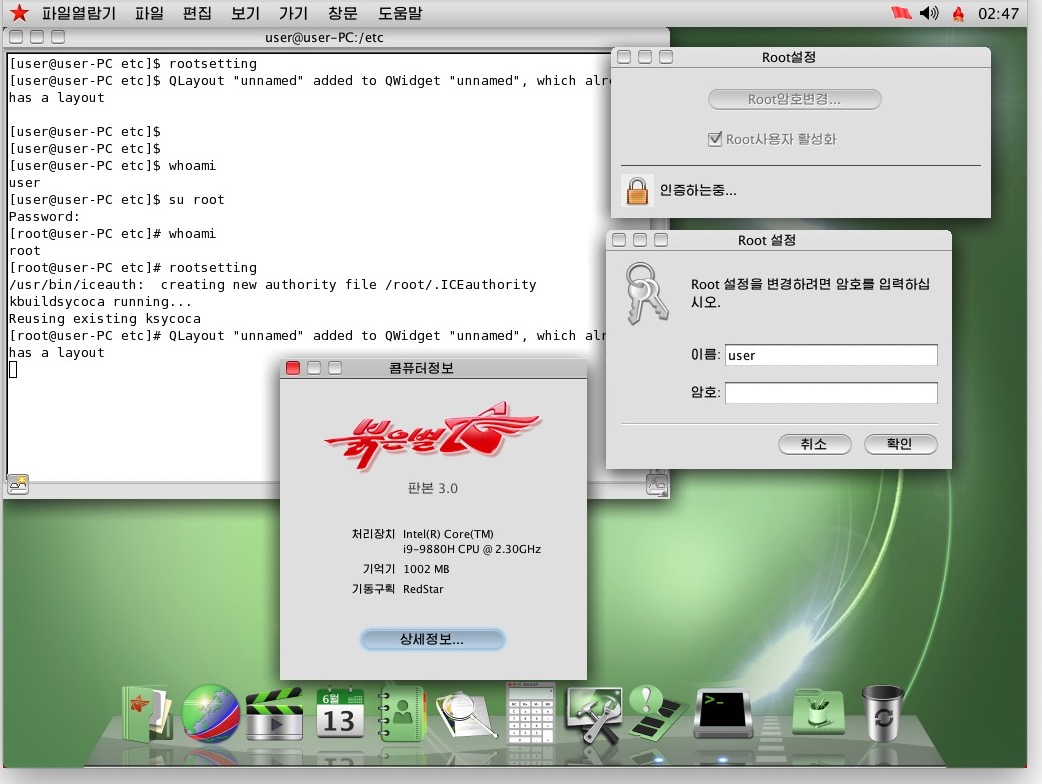
Utilitar pentru a obține privilegii de root în Red Star OS 3

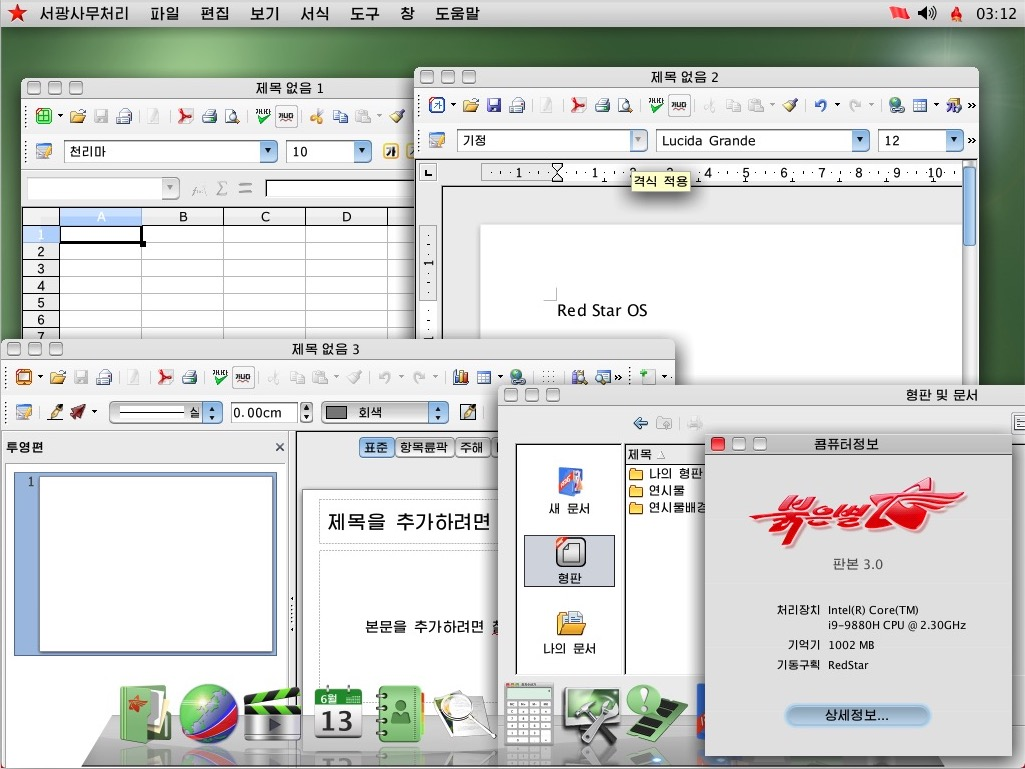
Birou Sogwang (OpenOffice personalizat) în Red Star OS 3

Versiunea 3.0 a fost introdusă pe 15 aprilie 2012, iar aspectul său seamănă cu sistemele de operare macOS de diferite versiuni. Noua versiune acceptă atât adrese IPv4, cât și IPv6.
Sistemul de operare vine preinstalat cu o serie de aplicații care își monitorizează utilizatorii. Dacă un utilizator încearcă să dezactiveze funcțiile de securitate, pe computer va apărea un mesaj de eroare sau sistemul de operare se va bloca și se va reporni. În plus, un instrument de watermarking integrat în sistem marchează tot conținutul media cu numărul de serie al hard diskului, permițând autorităților nord-coreene să urmărească răspândirea fișierelor. Sistemul are, de asemenea, un software „antivirus” ascuns care este capabil să elimine fișierele cenzurate care sunt stocate de la distanță de Serviciul secret nord-coreean. Există un grup de utilizatori numit „administrator” în sistemul de operare. Utilizatorii nu au acces la root în mod implicit, dar își pot ridica privilegiile la root prin rularea unui utilitar încorporat numit „rootsetting”. Cu toate acestea, se fac prevederi în modulele kernel pentru a interzice chiar și utilizatorilor root accesul la anumite fișiere, iar la pornire sunt efectuate verificări extinse de integritate a sistemului pentru a se asigura că aceste fișiere nu au fost modificate.
Red Star OS 3 vine cu o versiune personalizată a OpenOffice numită Sogwang Office.
Sistemul de operare a fost divulgat de Zammis Clark („SlipStream”).

### Versiunea 4.0
Puține informații sunt disponibile pe versiunea 4.0.
Potrivit The Pyongyang Times, până în ianuarie 2019 a fost dezvoltată o versiune oficială a Red Star OS 4.0, cu suport complet pentru rețea, precum și instrumente de gestionare a sistemului și a serviciilor.
În iunie și iulie 2020, NKEconomy (NK경제) din Coreea de Sud a obținut o copie a Red Star OS 4.0 și a publicat articole despre aceasta.
O sursă sugerează vag că Red Star OS 4.0 conține o aplicație de gestionare a parolelor, dar nu se cunosc prea multe informații despre aceasta.

## Vulnerabilități
În 2016, compania de securitate informatică Hacker House a găsit o vulnerabilitate de securitate în browserul web integrat Naenara. Această vulnerabilitate face posibilă executarea comenzilor pe computer dacă utilizatorul face clic pe un link creat.